# Guaviare (departement)
Guaviare je departement v centrálně-jižní části Kolumbie. Sousedí s departementy Meta, Vichada, Guainía, Vaupés a Caquetá. Nachází se v přírodním regionu Amazonie, částečně zasahuje i do regionu Orinoquía. V rámci kolumbijských departementu patří mezi ty nejméně osídlené, s nízkou hustotou zalidnění. Většina území je pokryta tropickým lesem. Nejvýznamnější řeky jsou Guaviare, Inírida (povodí Orinoka) a Vaupés (povodí Amazonky). Na území departementu se rozkládá řada chráněných území - např. národní park Serranía de Chiribiquete. 
Departement sestává ze 4 municipalit: San José del Guaviare, Miraflores, El Retorno a Calamar. 